# Carry Me Away
Carry Me Away is een nummer van de Amerikaanse singer-songwriter John Mayer uit 2019. Het is de derde single van zijn achtste studioalbum Sob Rock.

## Achtergrondinformatie
Volgens Mayer beschrijft dit nummer zijn zomervakantie. Met een duur van 2:36 is dit voor John Mayer-begrippen een kort nummer. De tekst beschrijft hoe Mayer een nieuwe relatie wil beginnen, omdat hij het gevoel heeft dat hij saai is. Mayer laat echter in het midden of hij de relatie krijgt waarnaar hij verlangt.
Het nummer werd enkel in Nederland een mager succesje, met een 16e positie in de Tipparade. Buiten Nederland reikte het alleen in Wallonië tot de Tipparade, maar daarbuiten werd geen enkele hitlijst gehaald.

## Tracklijst
Muziekdownload
1. "Carry Me Away" - 2:36